# Országos Közszolgálati Érdekegyeztető Tanács
Az Országos Közszolgálati Érdekegyeztető Tanács (OKÉT) a közszféra alkalmazottainak és munkaadóinak érdekegyeztető fóruma bérpolitikai, munkaügyi és foglalkoztatási kérdésekben. (Tehát a közalkalmazottak, köztisztviselők, fegyveres és rendvédelmi szervek hivatásos állományú tagjai, a Magyar Honvédség hivatásos és szerződéses állományú katonái fóruma.)
Plenáris ülései tárgyalják a közszféra béreire, a következő év(ek) béremeléséire és az illetményrendszerek változásaira vonatkozó kormányzati és önkormányzati terveket.
Az OKÉT 2002. december 20-án alakult. Megfelelője a privát szférában a volt Országos Érdekegyeztető Tanács.

## Az OKÉT oldalai
Az OKÉT háromoldalú fórum, a kormányzat, a munkavállalalói érdekvédelmi szövetségek egy része, illetve az önkormányzati érdekvédelmi szövetségek alkotják.

### Kormányzat
A kormány delegációinak tagjait a Munkaügyi Minisztérium, a Pénzügyminisztérium, a Belügyminisztérium és a Honvédelmi Minisztérium küldi, de szükség esetén más minisztériumok is részt vesznek az egyeztetésben.

### Munkavállalói tagok
- Szakszervezetek Együttműködési Fóruma (5 mandátum)
- Értelmiségi Szakszervezeti Tömörülés (2 mandátum)
- Fegyveres és Rendvédelmi Dolgozók Érdekvédelmi Szövetsége (1)

Egy-egy állandó meghívottal képviseltetheti magát az OKÉT ülésein:
- Magyar Szakszervezetek Országos Szövetsége
- Liga Szakszervezetek

### Önkormányzati tagok
A következő önkormányzati szövetségek delegálhatnak tagokat az ülésekre:
- Kisvárosi Önkormányzatok Országos Érdekszövetsége
- Községek, Kistelepülések és Kistérségek Országos Önkormányzati Szövetsége
- Magyar Faluszövetség
- Magyar Önkormányzatok Szövetsége
- Megyei Jogú Városok Szövetsége
- Megyei Önkormányzatok Országos Szövetsége
- Települési Önkormányzatok Országos Szövetsége

## Külső hivatkozás
Az OKÉT oldalai a Szociális és Munkaügyi Minisztérium honlapján